# Музей історії церкви імені Григорія Хомишина
Музей історії церкви імені Григорія Хомишина - музей історії греко-католицької церкви, створений в смт. Богородчани Івано-Франківської області, Україна. 

## Заснування музею
21 листопада 2015 року в колишній літній резиденції єпископа Станиславівського Григорія Хомишина (смт. Богородчани) було відкрито Музей історії церкви названий на честь цього священномученика. Музей засновано за сприяння місцевої молодіжної християнської спільноти, зокрема письменника Василя Бабія.

## Приміщення музею
Ця резиденція була збудована за сприяння Хомишина на початку 1930-х років, єпископ періодично проживав у ній аж до самої смерті. Після 1939 р. тут розміщувалися пологовий будинок. За перших років незалежності вона перейшла до власності Станіславської єпархії і  в ній проживав парох церкви св. Івана Богослова о. Любомир Гаєвський, який на другому поверсі мав голуб’ятник. Згодом в резиденції відкрили відділ реєстрації актів цивільного стану. Після перенесення РАЦСУ в інше приміщення резиденція опустіла аж до відкриття музею-кімнати. До початку 2018 року у другому крилі тимчасово перебувала селищна рада.

## Експозиції
Музей-кімната зберіг свій інтер’єр з гіпсовими конструкціями, червоним п’єдесталом з часів РАЦСу. Складається з сімох експозицій. Центральна – присвячена єпископу Г. Хомишину та парохам Богородчанщини (о. Івану Галаваю (1911—1996) - служив у підпіллі 1946-1996 рр., єпископу Симеону Лукачу (1893-1964) – народився у с. Старуня, о. Олексію Заклинському (1819—1891) – парох с. Старі Богородчани, о. Антіну Могильницькому (1811—1873) – богородчанський декан та ін.), а також священикам, які народилися в Богородчанах, але пов'язали свою діяльність з іншими містами (зокрема, станіславівський єпископ-помічник Іван Лятишевський, о. Йосип Проць, о. Михайло Петраш). Кожен з них відомий своєю громадською та церковною діяльністю. У музеї подано коротко їх біографії та портрети чи фотографії, копії справ заведені на Г. Хомишина та І. Лятишевського.
З речей Г. Хомишина знаходиться підсвічник у вигляді ведмедя, яким користувався єпископ та книги польською мовою, зокрема розважання.
Також зібрані газетні матеріали про Г. Хомишина, копії табелів навчання о. Івана Галавая у місцевій семикласній школі.
Справа від центральної експозиції знаходяться копії фотографій пов’язані із будівництвом богородчанського храму св. Івана Богослова (1930-1934 рр.): освячення наріжного каменю, інтер'єр і фасад церкви одразу після відкриття.
Другою експозицією є «Мистецтво і релігія». Ця експозиція є змінною. Тут знаходяться різні образи («Пресвятої Богородиці з дитятком Ісуса», «Священомученик Йосафат (Кунцевич)», «Похорон Ісуса Христа» та ін.). В цій експозиції поєднано як стародавні образи, так і сучасні, люб'язно надані місцевими жителями. Найціннішою є образ первомученика архидиякона Стефана, виконаний олійними фарбами по дереву. Також тут знаходиться образ копії Богородчанської Матері Божої (200 років образ знаходився у богородчанському костелі), яку урочисто передано польською делегацією у вересні 2016 р.
Третя експозиція присвячена сучасним храмам Богородчанщини. Тут зібрані фотографії 18-ти греко-католицьких церков Богородчанського району (с. Хмелівка, с. Гута, с. Старі Богородчани, с. Глибівка та ін.).
Четверта експозиція «Стародавні книги» була зібрана завдяки місцевим жителям (Святославу Галаваю, Катерині Яворській, Ользі Концур, Вірі Мартинець, Вірі Гарбуз та ін.) та місцевому краєзнавцю В. Бабію.Серед них «Часослов» (19 ст. церковнослов’янською мовою, наданий з с. Хмелівки). Він оброблений твердою шкіряною обкладинкою. Також тут знаходять особисті молитовники св. Івана Галавая, «Малі літургіки» з 1920-х рр. видання, «Катехизм» 1911 р., християнська періодика міжвоєнних років та ін. Тут же на стелажах знаходяться колекції образків (близько 50), наданих сестрами Мироносицями. Вони зібрані у спеціальний альбом.
П'ята експозиція присвячена святим місцям Європи. Тут знаходяться сучасні фотографії з Єрусалиму, Люрду та ін. Дану експозицію створив В. І. Бабій.
Шоста експозиція присвячена сестрам Мироносицям (харизма молитва Адорації, догляд за хворими, обробіток поля, який сягав у міжвоєнний період 50 га) та с. Служебницям (харизма – релігійне виховання дітей організація різноманітних свят), які перебували у Богородчанах з 1920-х до 1991-х рр. 
Сьома експозиція присвячена сучасному церковному житті парафії: дорослого церковного хору, приїзд покійного єпископа Софрона Мудрого та ін.)
Окрім того, в музеї зберігається старий іконостас богородчанської церкви св. Івана Богослова (УГКЦ).